# L'albergo del libero scambio
L'albergo del libero scambio (L'Hôtel du libre échange) è una commedia in tre atti di Georges Feydeau e Maurice Desvallières rappresentata per la prima volta nel 1894.

## Trama
Atto I - L'azione si svolge nell'ufficio di Monsieur Pinglet a Passy, un quartiere di Parigi. L'uomo, che ha sposato la bisbetica Angelique, riceve la visita di Marcelle, moglie insoddisfatta dell'architetto Paillardin, e la convince a passare con lui la notte in un albergo. Pinglet ordina alla cameriera Victoire di non perdere di vista Maxime, un nipote di Paillardin, poiché il ragazzo si perde facilmente di ritorno dalla scuola. Angelique, la moglie di Pinglet, informa il marito che non sarà a casa per la cena, e che passerà la notte a casa della sorella malata. Angelique mostra poi a Pinglet il dépliant di un albergo che le è stato inviato per posta; la donna è disgustata dal dépliant ("consigliabile alle coppie, sposate tra di loro o non"), e lo getta a terra, ma il marito ne rimane invece entusiasta e decide di andare con Marcelle nell'albergo pubblicizzato. Il dépliant è raccolto da Victoire che decide di recarvisi con Maxime per cercare di smaliziare il ragazzo. Giunge improvvisamente a casa Pinglet Mathieu, un vecchio amico dei Pinglet, accompagnato dalle sue quattro figlie. Mathieu, che soffre di balbuzie quando piove, annuncia che ha intenzione di rimanere a casa dei Pinglet per un mese. Angelique, seccata per l'arrivo di Mathieu e delle figlie, si lamenta col marito per l'arrivo di Mathieu davanti allo stesso Mathieu, il quale decide di andar via. Prima di partire, però, Mathieu sente Pinglet indicare a Marcelle l'albergo dove trascorreranno la notte; Mathieu decide quindi di recarsi anch'egli con le figlie allo stesso albergo. Pinglet dice alla moglie che la sera andrà a cena in un ristorante; la bisbetica moglie non vuole e, prima di andare dalla sorella, lo chiude a chiave nell'ufficio. Pinglet, però, tira fuori una scala di corda e scappa dalla finestra.
Atto II - L'azione si svolge nell'«Albergo del libero scambio». All'alzata del sipario  il proprietario dell'albergo, Bastien, e il suo dipendente Boulot scacciano un ospite moroso; costui li minaccia dicendo che chiamerà la polizia per indagare sull'albergo stesso. Nell'albergo si ritroveranno tutti i personaggi del primo atto, tranne Angelique Pinquet, con intuibili equivoci e avventure rocambolesche: Benoît Pinglet in compagnia di Marcelle; Victoire e Maxime; l'architetto Paillardin, marito di Marcelle, venuto a ispezionare una stanza che si dice possa essere infestata da fantasmi; Mathieu e le sue quattro figlie che per errore vengono alloggiati nella stanza che Paillardin deve ispezionare (Paillardin scambierà i Mathieu per fantasmi). Giungono infine all'albergo anche dei gendarmi i quali arrestano come adulteri il signor Pinglet e Marcelle (lui ha detto di essere Henri Paillardin; lei di essere Angelique Pinglet). I due sono rilasciati dietro una cauzione di 5000 franchi versata da Pinglet.

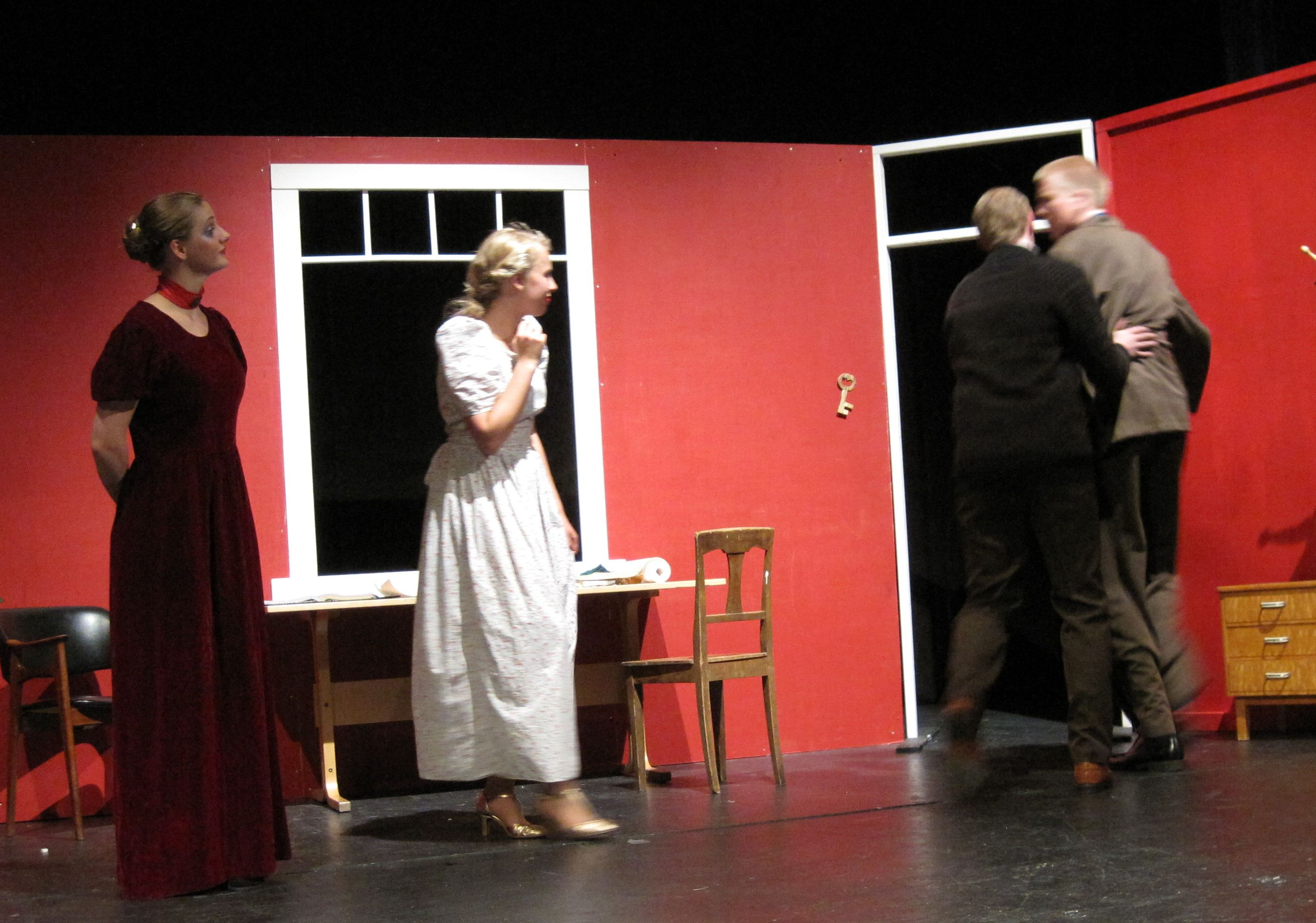
Atto III (da sinistra a destra) Angelique, Marcelle, Pinglet e Mathieu

Atto III - L'azione si svolge nell'abitazione dei Pinglet. Subito dopo che il padrone di casa è ritornato nella sua stanza attraverso la finestra; giunge Paillardin che gli narra la sua terribile notte all'albergo, e di come sia stato assalito dai fantasmi. Paillardin non ha sospetti su Pinglet e Marcelle; ma ricorda di aver visto qualcuno con un abito color prugna di Marcelle. Poco dopo Pinglet informa di ciò Marcelle e costei, per evitare che il marito si insospettisca, si disfa del vestito dandolo a Victoire. Torna a casa Angelique reduce da uno spiacevole viaggio; riceve con stupore un avviso di comparizione indirizzato "alla signora Pinglet che è stata sorpresa col signor Paillardin"; il signor Pinglet è pronto a utilizzare a suo vantaggio la comunicazione della polizia accusando Angelique e Paillardin di tradimento. Giunge però anche l'ispettore Boucard, colui che ha arrestato la coppia all'albergo; l'ispettore non è in grado di identificare la donna, e chiama a testimoniare Mathieu. Poiché fuori piove, il balbettio di Mathieu rende incomprensibile la testimonianza. L'equivoco viene risolto ufficialmente: Victoire, che ha indossato l'abito color prugna di Marcelle viene identificata come la presunta signora Pinglet, mentre Maxime viene identificato con il presunto signor Paillardin. L'ispettore Boucard restituisce a Maxime i 5000 franchi della cauzione  versata da Pinglet.

## Edizioni
- G. Feydeau et M. Desvallières, L'Hôtel du libre-échange: comédie en trois actes, Paris: Librairie théâtrale, 1928
- Eduardo Scarpetta, L'Albergo del silenzio, Napoli: M. Colonnese, 1952/1956
- Georges Feydeau, Teatro, vol. I (Contiene: Sarto per signora; L'hotel del libero scambio; Il somaro; La dama di Chez Maxim); a cura di Sandro Bajini, Milano: Adelphi, 1970
- Georges Feydeau e Maurice Desvallières, L'albergo del libero scambio, 1 videocassetta (VHS); regia di Flaminio Bollini, Interpreti principali: Franco Parenti (Pinglet), Ferruccio De Ceresa (Paillardin), Scilla Gabel (Signora Paillardin), Riccardo Peroni (Maxime), Alida Cappellini (Victoire), Isabella Del Bianco (Signora Pinglet), Lorenzo Grechi (Mathieu) S.l.:  Rai, 1977
- Georges Feydeau, L'albergo del libero scambio, 1 videocassetta (VHS); regia di Mario Missiroli, Interpreti: Geppy Gleijeses e Daniela Poggi, Novara: DeAgostini, 2000

## Adattamenti
- L'albergo del libero scambio (L'Hôtel du libre échange) - film del 1916 diretto da Marcel Simon[2]
- L'albergo del libero scambio (L'Hôtel du libre échange) - film del 1934 diretto da Marc Allégret[3]
- Hotel Paradiso - film del 1966 diretto da Peter Glenville[4]